# Villarriba und Villabajo
Villarriba und Villabajo sind zwei fiktive spanische Dörfer, die einer Reihe von Werbespots für das Handgeschirrspülmittel Fairy Ultra als Schauplatz dienen.
Die Namen bedeuten im Spanischen das obere bzw. das untere Dorf (villa = Dorf und arriba = oben bzw. bajo = unten). Außerdem werden Assoziationen mit dem Ausruf „Arriba!“ („Auf geht’s!“, in Deutschland z. B. bekannt durch Speedy Gonzales, die schnellste Maus von Mexiko) bzw. dem spanischen Wort „trabajo“ („Arbeit“) geweckt und damit auf die vergleichsweise schnell bzw. mühselig vonstattengehende Spülaktion angespielt.

## Werbepräsenz
Die Dörfer sind Schauplatz von Werbespots, mit deren Hilfe der US-amerikanische Konsumgüterkonzern Procter & Gamble ab 1991 das von ihm hergestellte Handgeschirrspülmittel Fairy (Ultra) auf dem spanischen und später dem europäischen Markt einführte (in Deutschland ab 1992). Erdacht wurde die Kampagne von der Werbeagentur Grey Spanien, Grey Deutschland hat die Kampagne basierend auf dem spanischen Original für Deutschland entwickelt. Sprecher in den deutschen Spots war über Jahre Bodo Primus.
In den Spots schrubben nach einem Dorffest die Einwohner der beiden Orte ihre großen Paellapfannen um die Wette sauber. Während sich die Bewohner von Villabajo mit der Entfernung der Fettrückstände sehr schwer tun, sind die Bewohner von Villarriba schon nach kurzer Zeit mit ihrer Arbeit fertig und können wieder feiern. Dem Zuschauer wird suggeriert, dies liege an der neuen Fettlöseformel von Fairy Ultra.
Ziel der Kampagne war es, die Fettlösekraft des Spülmittels als wichtigste Eigenschaft des Produktes zu betonen und es als das Mittel mit der höchsten Kraft auf dem Markt zu platzieren. Die Werbestrategen versprachen sich, so dauerhaft Konsumenten an das Produkt binden zu können.
Die Kampagne gilt als ausgesprochen erfolgreich. Fairy Ultra wurde schnell zu einem der drei meistverkauften Spülmittel in Deutschland. Einer Umfrage zufolge erinnern sich 91 Prozent der Konsumenten an Villarriba und Villabajo, 63 Prozent bringen die Orte sogar in einen Zusammenhang mit dem Markennamen.
Im Jahr 2000 wurde die Marke Fairy von Procter & Gamble im Zuge einer internationalen Standardisierung der Produkte durch die Marke Dawn ersetzt. Dies stellte sich allerdings als Fehlentscheidung heraus, da die Marktanteile von Procter & Gamble in Deutschland drastisch zurückgingen. Daraufhin kam es im September 2003 zu einer Wiedereinführung der Marke Fairy. In der begleitenden Werbekampagne, die wiederum von Grey konzipiert wurde, lebte der Wettstreit zwischen den beiden spanischen Dörfern neu auf. Dieses Mal spionierten die Bewohner von Villabajo das Nachbardorf aus, um hinter das Geheimnis der sauberen Paellapfannen zu kommen.
Auch in den 2010er Jahren ließ das Unternehmen die Geschichte der beiden Dörfer wiederholt aufleben. 2017 zum 25-jährigen Jubiläum des Produktnamens führten zwei junge Frauen vor der Kulisse der beiden Dörfer einen angeblich wissenschaftlichen Produkttest vor, in dem sie jeweils verschmutzte Plastikschüsseln mit Wasser und Spülmittel füllten, verschlossen und anschließend schüttelten, bis die Schüssel, in die Fairy gegeben war, beim Ausgießen des Wassers völlig sauber war. Fernsehkoch Ralf Zacherl stand in diesem und weiteren neuen Werbespots Pate und empfahl das Produkt.